# Diaphanosoma brachyurum
Diaphanosoma brachyurum is een watervlooiensoort uit de familie van de Sididae. De wetenschappelijke naam van de soort is voor het eerst geldig gepubliceerd in 1848 door Liévin.